# Fernand Goddemaer
Fernand A.R. Goddemaer (Oostende, 25 september 1918) is een Vlaams schrijver. 
Hij won in 1954 met Nola de Arkprijs van het Vrije Woord (in de lijst met prijswinnaars staat hij waarschijnlijk abusievelijk vermeld als Frans Goddemaere). Hij is desondanks nooit echt doorgebroken. De roman Nola is grotendeels gebaseerd op feiten; Goddemaer bracht jaren door in Congo.
In 1971 was hij medeoprichter van het Vrijzinnig Laïciserend Centrum “De Geuzetorre” te Oostende, waarvan hij coördinator werd.